# Impetigen
L'impetigen és una infecció bacteriana de la pell que es pot contagiar d'una persona a una altra. Es caracteritza per l'aparició de vesícules o butllofes a la pell, que en trencar-se originen crostes de color mel (melicèriques). Pot afectar qualsevol àrea cutània del cos, però les lesions de l'impetigen són més freqüents en les zones no cobertes per la roba, com la cara, la regió peribucal, el nas, les orelles, els braços i les cames. No deixen cicatriu, però poden causar trastorns de la pigmentació de la pell que arriben a persistir durant setmanes o mesos després de l'inici de la malaltia. L'impetigen pot afectar qualsevol persona de qualsevol edat, però és més freqüent en nens de 2 a 5 anys. Rarament, en un individu amb impetigen es desenvolupa una glomerulonefritis postestreptocòccica aguda. Quan la infecció no es tracta, forma úlceres i arriba als plans més profunds de la pell s'anomena èctima. Una lesió que sol ésser característica de la verola del simi. L'èctima gangrenós és una entitat clínica diferent, que provoca la gangrena dels teixits afectats, sobretot en individus amb un sistema immune deficitari, i produïda habitualment per Pseudomonas aeruginosa.

## Etiologia
L'impetigen comú és causat per la infecció d'un grup determinat de bacteris: estreptococs o estafilococs (estreptococ beta hemolític A i Staphylococcus aureus). La causa d'impetigen més freqüent a tot el món és S. aureus i és una malaltia endèmica en la població pediàtrica de certes comunitats desafavorides, com ara els aborígens australians. Aquests bacteris habiten a la pell i al nas. Quan es produeixen solucions de continuïtat de la pell, siguin erosions superficials o ferides, els bacteris penetren en l'interior d'aquesta i provoquen una infecció. Les àrees infectades mostren enrogiment, inflor i plaques eritematoses o uns grans molt característics, que van omplint-se de pus i es trenquen amb facilitat alliberant el seu contingut a l'exterior, el qual en assecar-se origina crostes de color mel. Té un període d'incubació d'uns 10 dies, des de la colonització de la pell pel patogen fins que apareixen les lesions en ella.
Aquests bacteris es propaguen mitjançant contacte directe amb el moc del nas o la gola de les persones infectades o amb les seves lesions purulentes. Les persones malaltes, com ara les que tenen infecció de gola o infeccions cutànies, són més susceptibles de propagar la infecció. El nombre reproductiu bàsic (R0) de l'impetigen es calcula per mitjà d'un model matemàtic que analitza la seva dinàmica de transmissió. Les persones que són portadores dels bacteris i no tenen símptomes són molt menys contagioses. És poc probable que els articles casolans, com ara els plats, tasses o joguines propaguin la infecció. Inusualment, la causa de la malaltia és l'ús d'esponges de bany fetes de Luffa aegyptiaca i contaminades per Streptococcus pyogenes. S'ha descrit algun cas d'impetigen periocular bilateral aparegut en el context d'una pustulosi exantemàtica aguda generalitzada induïda per una reacció adversa a l'hidroclorotiazida i de lesions cutànies similars a les de l'impetigen en individus amb dermatofitosi facial o amb tinya corporal.

### Impetigen ampul·lar
Aquesta variant de la malaltia es veu sobretot en nounats, encara que molt ocasionalment apareix en nens grans i adults immunodeficients. Predomina durant l'estiu, a llocs amb clima tropical i en infants malnodrits de grups socioeconòmics baixos. És una forma localitzada de la síndrome de la pell escaldada estafilocòccica i la seva causa són els S. aureus productors de toxines exfoliatives, encara que s'ha descrit algun rar cas originat per Abiotrophia defectiva (un microorganisme present en la placa dental humana). Les vesícules cutànies superficials es converteixen en butllofes flàccides de creixement ràpid, amb marges agusats i sense eritema circumdant. Un signe patognomònic de l'afecció és la presència d'un "collaret" escatós que envolta la perifèria de les lesions trencades. No sempre és fàcil diferenciar-la de l'epidermòlisi ampul·lar del mastocitoma solitari (un tumor cutani benigne) o del pèmfig foliaci. La simptomatologia sistèmica no és freqüent, però pot incloure feblesa, febre i diarrea. La majoria de casos són autolimitats i es resolen sense cicatrius en poques setmanes. Excepcionalment, es presenta en el mateix lloc de manera conjunta amb un granuloma piogènic.

### Impetigen herpetiforme
És una rara dermatosi específica de l'embaràs, generalment considerada una variant de la psoriasi pustulosa. Es caracteritza per l'aparició de taques eritematoses i agrupacions de pústules a la pell, en especial durant el tercer trimestre de gestació. Pot causar mort fetal, estar associada a complicacions prenatals, ser recurrent i fer recomanable la interrupció de l'embaràs en casos greus que no responen al tractament. De manera inusual, la condició es pot desencadenar per un hipoparatiroïdisme secundari o, fins i tot, empitjorar greument durant el període postpart.

### Impetigen en els animals
És causat quasi sempre per Staphylococcus intermedius, un germen que algunes vegades infecta també a les persones. És una afecció lleu que, quan és superficial, sol passar inadvertida i cura espontàniament. Afecta animals joves, o que tenen malalties prèvies, amb aparició de pústules sobre les zones de pell desproveïdes de pèl. S'ha registrat algun rar cas, de curs fatal, en cercopitècids. Les lesions són indolores, habitualment aprurítiques i es trenquen amb facilitat deixant un exsudat de color groguenc. Per al seu tractament s'empren substàncies antisèptiques i, en els casos més greus, antibiòtics. És important donar una alimentació correcta i mantenir les mesures higièniques adequades.

## Profilaxi
L'impetigen és una malaltia infecciosa que es transmet a altres àrees de pell sana en la mateixa persona i a persones diferents. Per prevenir el seu contagi i aparició s'han de complir normes bàsiques d'higiene com:
1. Bany diari.
2. Mantenir les ungles curtes i netes.
3. Rentat de roba que hagi estat en contacte amb les lesions de l'impetigen amb aigua calenta i sabó.[58]

## Tractament
El tractament d'elecció recomanat pels experts consisteix en la cura de les lesions, mantenint-les en aigua per estovar les crostes i retirar-les; aplicant després una pomada amb antibiòtic, per exemple mupirocina, retapamulina, ozenoxacina (una quinolona no fluorada que ha demostrat ser segura i molt eficaç per tractar l'impetigen pediàtric i de l'adolescent), bacitracina o àcid fusídic; o bé un antisèptic, com ara violeta de genciana, povidona iodada o clorhexidina dues vegades al dia. Les lesions solen desaparèixer en el transcurs d'una setmana. El secukinumab (un anticòs monoclonal humà de tipus IgG1 contra la interleucina-1) s'administra amb molt bons resultats en casos d'impetigen herpetiforme resistents als fàrmacs de primera elecció. L'ús de ciclosporina pot estar indicat en gestants refractàries al tractament convencional.
En alguns casos, és necessari administrar antibiòtics per via oral i molt rares vegades per via parenteral. Els antibiòtics més utilitzats són les penicil·lines orals: cloxacil·lina, amoxicil·lina/àcid clavulànic, eritromicina i cefalosporines. El tractament oral dura 10 dies.
Si no es tracta, l'impetigen pot originar diverses complicacions, per exemple sèpsia, síndrome renopulmonar (glomerulonefritis i hemorràgia alveolar difusa), cel·lulitis o osteomielitis.
El tractament amb un antibiòtic del tipus adient de les persones infectades durant 24 hores o algunes més elimina per regla general la seva capacitat de propagar el bacteri. No obstant això, és important completar la pauta completa d'antibiòtics sistèmics i/o tòpics tal com se'ls ha receptat fins que la simptomatologia desaparegui completament.